# Afrodita Androne
Afrodita Androne (n. 7 martie 1969, București, România) este o actriță de film, radio, teatru, televiziune și voce română.

## Teatru

### Roluri în Teatrul Național din București:
- Ivan Turbincă, regia Ion Sapdaru, 2009
- Corul norilor - „Comedia norilor" regia Dan Tudor, 2009
- Molto, gran' impressione - Leanca,  regia Dan Tudor, 2009
- Sâmbătă, Duminică, Luni - Virginia, regia Dinu Cernescu, 2007
- Sânziana și Pepelea - Marica, regia Dan Tudor, 2006
- Idolul și Ion Anapoda - Icu Dănicel, regia Ion Cojar, 2005
- Inimă de câine - Viazemskaia, femeia-bărbat, regia Yuriy Kordonskiy, 2005
- Mofturi la Union - Cupletista, regia Gelu Colceag, 2002
- Cadavrul viu - Katia (cor țigani), regia Gelu Colceag, 2001
- Boabe de rouă pe frunză de lotus în bătaia lunii - Genica, regia Gelu Colceag, 1999

### Teatrul Odeon
- Jucăria de vorbe - Mițu, regia Alexandru Dabija

### Teatrul Act
- Creatorul de Teatru - Sarah, regia Alexandru Dabija, 2001
- Demonul roșu, regia Marcel Țop, 2007

## Filmografie
- Occident (2002) - educatoarea
- Umilință - soția lui Pacoste, regia Cătălin Apostol
- Criza și Lumina casei din față, regia Constantin Rădoacă
- Apropo, regia Constantin Rădoacă

## Dublaj
- Batman: Neînfricat și cutezător - Canarul Negru
- Uimitoarea lume a lui Gumball - Penny
- Johnny Test - Susan
- Scooby Doo Show - Daphne
- Robin Hood: Năzbâtii în Sherwood
- Looney Tunes Show
- Looney Tunes - Mirosilă („Ursul insuportabil”)
- Să-nceapă aventura - prințesa Gumiță, prințesa Unciubeu (Sezoanele 3-6), prințesa Flamă (Episodul 79), Tiffany (Episodul 9)
- Teen Days - Lolli
- SpongeBob Pantaloni Pătrați - veverita Sandy (Episodul 41-168, sezonul 3-7, 13 episoade, sezonul 8)
- Fetițele Powerpuff - domnișoara Keane
- Robotboy-Lola,Mama  (Sezonul 1,2)
- Micii poznași - Babs Bunny
- Aventurile lui Jackie Chan - Jade Chan
- Familia Tofu - Mama
- Copiii de la 402 - Nancy Francis
- Viața cu Louie
- Lumea lui Bobby - Jackie